# Inondation au Cameroun
L'inondation au Cameroun est un aléa naturel défini par une submersion temporaire, naturelle ou artificielle, d'un espace du territoire par de l'eau liquide, étant susceptible d’avoir des impacts sur l’environnement, les personnes et les biens, dont le patrimoine culturel et l’activité économique.
Cinq types d’inondations relèvent d’aléas naturels : les inondations de plaine, les crues torrentielles, les inondations par remontée de nappe ou par ruissellement pluvial urbain et celles par submersion marine. Le risque associé à ces inondations, à savoir la possibilité qu’un événement de ce type se produise, est classé dans les risques majeurs naturels.
Les inondations résultant de la rupture d’un barrage ou d’une digue sont par contre classées dans la catégorie des risques technologiques, car elles résultent de la défaillance d’un ouvrage construit par l’homme.
Le risque d'inondation fait l'objet d'un suivi continu, d'un cadre réglementaire de prévention et d'une information de la population. Une organisation des secours a par ailleurs été mise en place pour faire face à d'éventuelles catastrophes.

## Définition et typologie

### Définition
Les inondations au Cameroun résultent des situations exceptionnelles causées par des soudaines abondances d'eau de pluie. Ces inondations frappent de nombreuses villes chaque année, notamment dans la partie septentrionale et dans de nombreux quartiers des grandes villes. Les inondations dans les grandes agglomérations du Cameroun sont régulières dans les quartiers marécageux et densément peuplés.

## Causes
Les inondations au Cameroun sont causées principalement par de fortes précipitations concentrées sur quelques jours dans une topographie permettant le ruissellement rapide vers une plaine inondable; surtout lorsqu'il n'existe pas de drains ou de réseau d'assainissement.
La situation est aggravée par les constructions anarchiques dans les zones marécageuses.
A Yaoundé, la pluviométrie est abondante jusqu’à 2 000 mm d'eau par an. Le manque d'infrastructures d'assainissement se traduit par une forte dégradation des conditions de vie, en particulier dans les zones urbaines à forte densité et par une prévalence des maladies hydriques et du paludisme. Dans la période de Juillet à Août, de fortes précipitations et intenses, 4 000 mm d'eau par an, occasionnent des inondations importantes favorisant le développement d'épidémies de maladies hydriques.
La partie de Douala, est généralement inondée durant la période pluviale au courant du mois d’Août, et la grimpée des eaux des océans aussi bien que la fréquence accrue des événements climatiques extrêmes aggravent chaque année la situation.

## Histoire

### Année 2020
- Inondation à Yagoua en 2010
- Inondation à Yagoua en 2012[4]
- Inondation à Maga en 2012
- Inondations à Douala en 2020[5]
- Inondation à Yagoua en 2022[6]
- Inondation à l’Extrême-Nord en 2024[7],[8]

## Conséquences

### Conséquences négatives des inondations
Les inondations causent d'importantes pertes en vie humaines. En 2020, les inondations dans les régions du septentrion ont affecté plus de 160 000 personnes et entrainé plus de 60 morts. L'autre conséquence des inondations au Cameroun est la destruction des biens meubles et immeubles, les habitations et les infrastructures et résulte en des pertes financières importantes. Les inondations détruisent également les cultures et les réserves piscicoles, ce qui conduit très souvent à des périodes de disette.
Par ailleurs, la dégradation du milieu affecté par les inondations au Cameroun entraine également des pénuries en eau potable et des épidémies de choléra et de typhoïde.
Dans les grandes villes, les inondations sont également à l'origine des interruptions de l'approvisionnement en électricité.